# Llorenç Martí i Mayol
Llorenç Martí i Mayol (Sant Feliu de Llobregat, 1892 - Montcada, 1937) fou un periodista i propagandista carlí català.

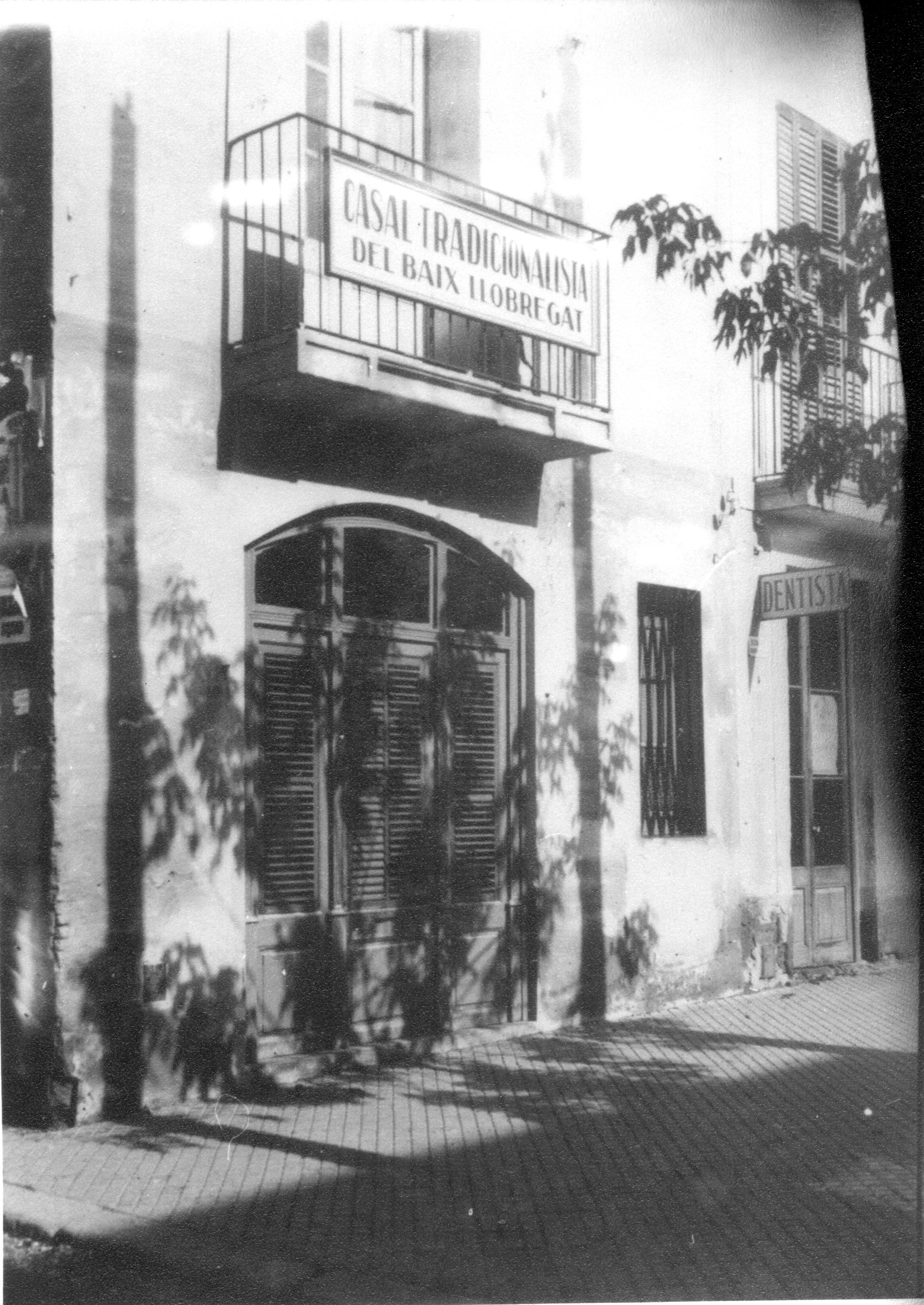
Casal Tradicionalista del Baix Llobregat a Sant Feliu, entre els carrers de la Mercè i Sant Llorenç. Probablement fou cremat el 1936 amb la capella de les monges mercedàries.

Era fill de Carles Martí i Majó i de Maria Engràcia Mayol i Molins.
Fou un dels homes més actius entre els tradicionalistes de Sant Feliu de Llobregat. L'any 1930 va ser un dels fundadors del Casal Tradicionalista del Baix Llobregat i va presidir la seva junta fins a l'any 1935, en que fou substituït per Rupert Lladó.
Des del 1920 era corresponsal del diari El Correo Catalán. Durant la Segona República dirigí el periòdic quinzenal carlí Espanya Federal, que es publicava a Sant Feliu. També va ser corresponsal del setmanari carlí madrileny El Cruzado Español des de l'agost de 1931.
Després de l'esclat de la Guerra Civil espanyola, va ser segrestat el 16 de febrer de 1937, probablement per elements del SIM, i reclòs a la txeca de Sant Elies, d'on el tragueren una nit per afusellar-lo al cementiri de Montcada.
També fou membre de la Junta del Casal Tradicionalista com a vocal el seu germà, Salvador Martí Mayol, pare de Carles, Maria Antònia i Montserrat Martí Mitjans (1931-2016).